# Elena Manzanera Díaz
Elena Manzanera Díaz (Sevilla, 1967) és una economista espanyola, presidenta de l'Institut Nacional d'Estadística (INE) d'Espanya des de 2024, en substitució de Juan Manuel Rodríguez Poo.

## Biografia
Es va llicenciar en Ciències Econòmiques i Empresarials a la Universitat de Sevilla, i ha desenvolupat tota la seva carrera a l'àmbit de l'estadística pública. El 1990 es va incorporar al l'Institut d'Estadística d'Andalusia, on al llarg dels anys ha exercit diferents funcions: Ha sigut cap del Servei de Planificació i Anàlisi del Turisme a la Direcció General de Planificació Turística (1997-2001) i cap del Servei d'Estudis de la Direcció General d'Estudis Andalussos (2001-2004). Entre 2004 i 2019 va ocupar el lloc de subdirectora de l'Àrea de Coordinació, Comunicació i Mètodes de l'Institut d'Estadística i Cartografia d'Andalusia. El 2019 fou nomenada directora de la institució, càrrec que mantingué fins que el 2022 fou nomenada directora de l'INE.
Com a presidenta de l'INE, és responsable del Pla Estadístic Nacional, directora de l'Oficina del Cens Electoral i presidenta del Consell d'Empadronament, entre d'altres.
Al llarg dels anys també ha treballat com a professora associada a la Universitat de Sevilla.

## Premis i reconeixements
- El 2023 fou nomenada Economista de l'any 2022 pel Col·legi d'Economistes de Sevilla.[8]